# Damala Xagare
Damala Xagare este un oraș din regiuena Sanaag, nordul Somaliei.